# Sadi
Sadi, bijgenaamd Fats, echte naam Sadi Lallemand (Andenne, 23 oktober 1927 - Hoei, 20 februari 2009) was een Belgische jazzmuzikant. Hij werkte onder de artiestennaam Sadi omdat hij niet van zijn achternaam hield; het Franse "Lallemand" betekent "De Duitser". Sadi was multi-instrumentalist (hij speelde vibrafoon, percussie, piano en bongo), orkestleider, zanger, componist en arrangeur. Hij leidde lang zijn eigen kwartet, maar werkte ook solo en met andere musici.

## Biografie
Reeds op 9-jarige leeftijd trad Sadi in het weekend op als amateur xylofoonspeler. Door het beluisteren van Louis Armstrong ontdekte hij omstreeks 1938 de jazzmuziek. In 1941 begon hij vibrafoon te spelen. In de Tweede Wereldoorlog was hij semiprofessioneel actief, later legde hij zich professioneel toe op de muziek.
Hij was een van The Bob Shots uit Luik; Belgische boppioniers, met onder meer Jacques Pelzer. Van 1950 tot 1961 verbleef hij in Parijs, waar hij samenwerkte met muzikanten als Django Reinhardt, Kenny Clarke, Stéphane Grappelli en Don Byas. Hij speelde er met verschillende bekende Franse bands en in diverse bekende Parijse clubs uit die tijd.
In 1961 keerde hij terug naar België, waar hij ging werken voor de publieke omroep RTB. Hij bleef er tot 1965 werken voor het radio-orkest. De volgende jaren ging hij meermalen op tournee, en was hij actief op diverse opnames. Zo speelde hij vaak bij de The Kenny Clarke-Francy Boland Big Band. Van 1969 tot 1974 werkte hij aan een show op de Belgische televisie. Hij werkte ook voor het BRT-jazzorkest.
In 1994 verscheen nog het album The Sadi Quartet, maar in 1995 werd hij ernstig ziek, waarna hij minder op het podium verscheen. Sadi overleed op 81-jarige leeftijd ten gevolge van een virus en de complicaties tijdens een behandeling in het ziekenhuis.

## Discografie
Onderstaande een selectie van opnames van Sadi:
- The swinging Fats Sadi Combo (Vogue) (1953)
- Sadi's Vibes - The Sadi Quartet plus Jimmy Deuchar and his trumpet (Manhattan) (1959)
- Sadi Quartet : Blue Vibes (Palette) (1960)
- Mr. Fats Sadi, His Vibes And His Friends: Ensadinado (MPS Records, met Francy Boland, Jimmy Woode en Kenny Clarke) (1966)
- The New Sadi Quartet - Jazz Bilzen (Fama) (1966)
- Sadi and His Big Band : Tea For Two (Polydor) (1969)
- Sadi Big Band : Les Grands Succès de Charles Trenet (Polydor) (1971)
- Sadi's Big Band : Swing A Little (Palette) (1971)
- Sadi and his Big Band: Belgian Big Band (Alpha) (1972)
- Sadi 4et (Rush) (1976)
- The Sadi Quartet (Ispahan) (1994)

### Als bandlid
Hij speelde als muzikant in talloze bands en orkesten:
- André Hodeir et le Jazz Group de Paris - The Vogue Sessions (Vogue) (1954)
- Bobby Jaspar - Bobby Jaspar & His Modern Jazz (Vogue) (1954) , Bobby Jaspar/Henri Renaud (Vogue)
- Django Reinhardt - Bruxelles/Paris (Musidisc, 1938-1953)
- Martial Solal/Fats Sadi Quartet: The Complete Vogue Recordings Vol. 2 (Vogue) (1956)
- Clarke-Boland Big Band - Handle with Care (Atlantic) (1963)
- Sahib Shihab Quintet - Seeds (Vogue) (1968)
- Jean-Luc Ponty With Kurt Edelhagen & His Orchestra (1971)